# تاريخ سياسة الولايات المتحدة الخارجية بين عامي 1897 و1913

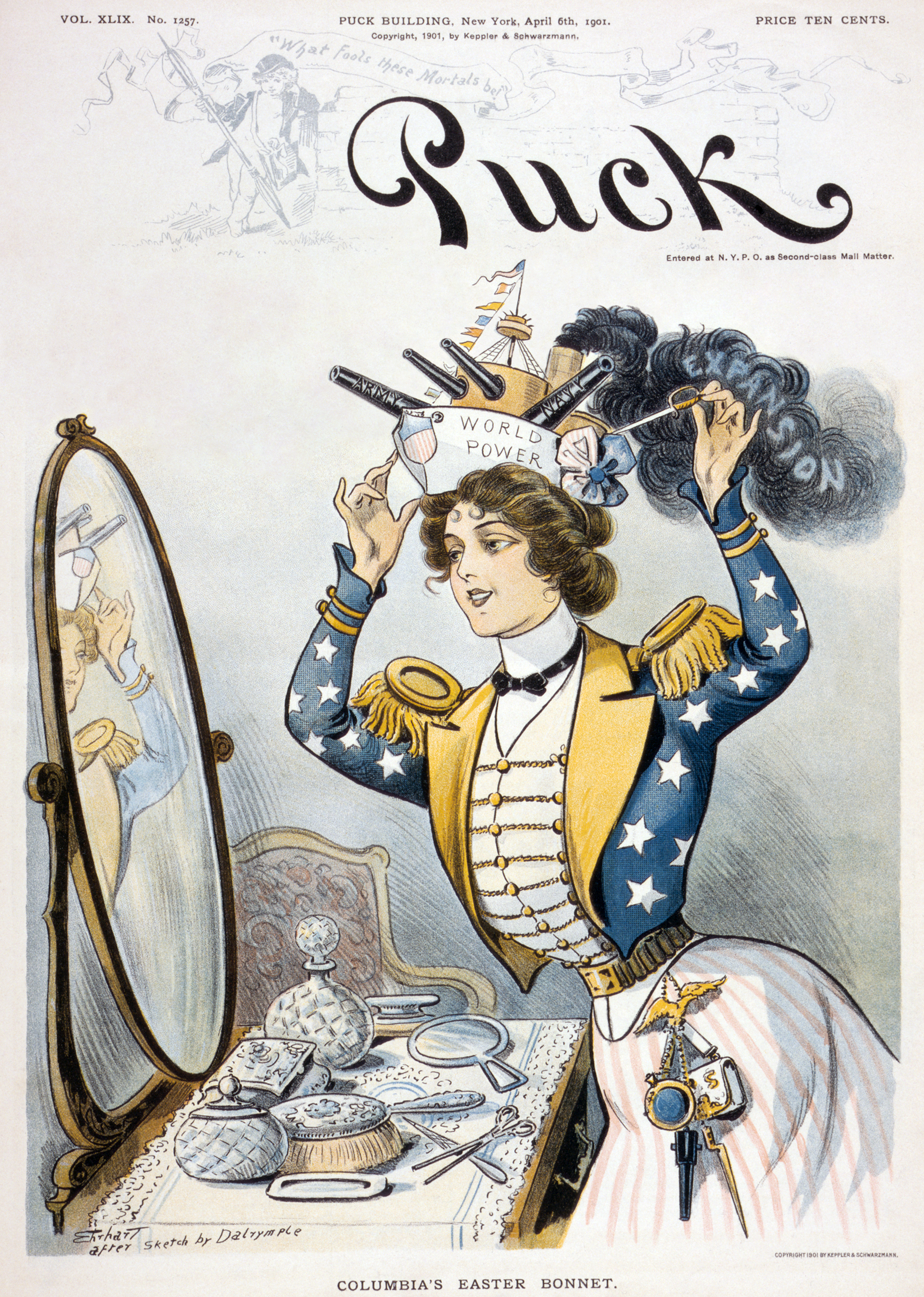

يتعلق تاريخ سياسة الولايات المتحدة الخارجية بين عامي 1897 و1913 بالسياسة الخارجية للولايات المتحدة خلال رئاسة ويليام ماكينلي، ورئاسة ثيودور روزفلت، ورئاسة ويليام هوارد تافت. بدأت هذه الفترة مع تولي ماكينلي رئاسة الولايات المتحدة في عام 1897 واستمرت حتى تنصيب وودرو ويلسون واندلاع الحرب العالمية الأولى في عام 1914، الأمر الذي شكل بداية حقبة جديدة في سياسة الولايات المتحدة الخارجية.
برزت الولايات المتحدة خلال هذه الحقبة كدولة كبرى نشطة حتى خارج منطقة اهتمامها التقليدية في نصف الكرة الأرضية الغربي. وشملت الأحداث الرئيسية آنذاك الحرب الأمريكية الإسبانية، وضم هاواي الدائم، والضم المؤقت للفلبين، وضم بورتوريكو، وروزفلت كورولاري المتعلق بالإشراف على أمريكا اللاتينية، وبناء قناة بنما، ورحلة الأسطول الأبيض العظيم الذي أظهر للعالم قوة البحرية الأمريكية المعاد بناؤها.
اندلعت حرب استقلال كوبا عن إسبانيا في عام 1895، وطالب العديد من الأمريكيين بالتدخل الأمريكي في الحرب لوقف القسوة الإسبانية. كبح مجتمع الأعمال وكبار قادة الحزب الجمهوري رغبتهم بالتدخل، ولكن أخذت القضية أولوية قصوى مع انفجار سفينة يو إس إس مين (1889) وغرقها في ميناء هافانا خلال إحدى بعثات حفظ السلام. طالب ماكينلي إسبانيا بتخفيف تحكمها بكوبا، ولكن أعربت مدريد عن رفضها لهذه المطالب. نقل ماكينلي القضية إلى الكونغرس، الذي أعلن بدوره الحرب على إسبانيا على الفور في أبريل من عام 1898. هزمت الولايات المتحدة إسبانيا بسرعة في الحرب الأمريكية الإسبانية، وسيطرت على الممتلكات الإسبانية في كوبا وبورتوريكو والفلبين. أصبحت كوبا محمية أمريكية في أعقاب الحرب بحكم الأمر الواقع، وأخمدت الولايات المتحدة التمرد الفلبيني (الحرب الفيليبينية الأمريكية). لم يتمكن ماكينلي من الحصول على أغلبية الثلثين للتصديق على معاهدة ضم هاواي بسبب معارضة الديمقراطيين في مجلس الشيوخ، ولكنه حقق هذه النتيجة بتصويت الأغلبية على قرار نيولاندز في عام 1898. نتج عن هذا القرار إنشاء قاعدة إستراتيجية رئيسية في المحيط الهادئ. وهكذا، أنشأت إدارة ماكينلي أول استعمارية أمريكية في الخارج في التاريخ الأمريكي.
صمم الرئيس روزفلت على مواصلة توسيع نفوذ الولايات المتحدة، وشدد على تحديث الجيش الصغير وتوسيع البحرية الأمريكية الضخمة بشكل كبير. ترأس روزفلت تقاربًا مع بريطانيا ليصدر بعد ذلك روزفلت كورولاري، الذي قضى بتدخل الولايات المتحدة في الشؤون المالية لدول منطقة البحر الكاريبي وأمريكا الوسطى غير المستقرة في سبيل إحباط التدخل الأوروبي المباشر فيها. شاركت الولايات المتحدة الأمريكية في سلسلة من التدخلات في أمريكا اللاتينية والمعروفة باسم حروب الموز كنتيجة جزئية لروزفلت كورولاري. دعم روزفلت انفصال بنما، ووقع لاحقًا معاهدة معها من أجل إنشاء منطقة قناة بنما، بعد أن رفضت كولومبيا إحدى المعاهدات التي تمنح الولايات المتحدة عقد إيجار عبر برزخ بنما. اكتملت قناة بنما في عام 1914، ما أدى إلى تقليل وقت النقل بشكل كبير بين المحيطين الأطلسي والهادئ. أُشيد بأعمال روزفلت التي حظيت بدعاية جيدة على نطاق واسع. تصرف الرئيس تافت بهدوء، واتبع سياسة «دبلوماسية الدولار»، مع التركيز على استخدام القوة المالية الأمريكية في آسيا وأمريكا اللاتينية. لم يحقق تافت نجاحًا كبيرًا.
وجهت سياسة الباب المفتوح في عهد الرئيس ماكينلي ووزير الخارجية جون هاي سياسة الولايات المتحدة تجاه الصين، حيث سعت هذه السياسة إلى الحفاظ على فرص تجارية متساوية لجميع البلدان في الصين. توسط روزفلت في إرساء السلام الذي أنهى الحرب الروسية اليابانية، وتوصل إلى اتفاقية ذا جينتلمينز (اتفاقية السادة) لعام 1907 التي حدت من الهجرة اليابانية. سعى روزفلت وتافت للتوسط في نزاعات أُخرى والفصل بين المتنازعين فيها، إذ ساعد روزفلت في حل الأزمة المغربية الأولى في عام 1906 من خلال حضوره مؤتمر الجزيرة الخضراء. اندلعت الثورة المكسيكية في عام 1910، وكان التعامل مع الاضطرابات الحدودية اختبارًا لإدارة تافت قبل التصعيد في عهد ويلسون.

## التقارب مع بريطانيا العظمى
بدأ التقارب العظيم نتيجة الدعم الأمريكي لبريطانيا في حرب البوير، والدعم البريطاني للولايات المتحدة خلال الحرب الأمريكية الإسبانية. واستمر هذا التقارب مع سحب بريطانيا لأسطولها من البحر الكاريبي في سبيل التركيز على التهديد البحري الألماني المتزايد آنذاك. سعى روزفلت إلى استمرار العلاقات الوثيقة مع بريطانيا من أجل ضمان الهيمنة السلمية المشتركة على نصف الكرة الأرضية الغربي. لم يبق بعد القبول البريطاني لمبدأ مونرو والقبول الأمريكي للسيطرة البريطانية على كندا سوى قضيتان رئيسيتان محتملتان بين الولايات المتحدة وبريطانيا، هما: النزاع الحدودي في ألاسكا وبناء قناة عبر أمريكا الوسطى. تفاوض وزير الخارجية هاي في ظل رئاسة ماكينلي على معاهدة هاي- بونسفوت (Hay-Pauncefote)، التي وافق البريطانيون من خلالها على بناء الولايات المتحدة للقناة. حصل روزفلت على تصديق مجلس الشيوخ على المعاهدة في ديسمبر من عام 1901.
أصبحت الحدود بين ألاسكا وكندا مشكلةً في أواخر تسعينيات القرن التاسع عشر بسبب حمى ذهب كلوندايك، حيث تسابق المنقبون الأمريكيون والكنديون في يوكون وألاسكا لتقديم المطالبات بالذهب، إذ يتطلب الوصول إلى حقول الذهب الكندية الرئيسية عبور ألاسكا. أرادت كندا الحصول على طريق كندي بالكامل، ورفضت عرض ماكينلي لاستئجارها أحد الموانئ في ألاسكا، ثم طالبت بملكية كاملة وفقًا لخرائطهم. توصلت بريطانيا وروسيا إلى معاهدة حول الحدود بين ألاسكا وكندا في ما عُرف لاحقًا باسم معاهدة سانت بطرسبرغ لعام 1825، وتولت الولايات المتحدة أمر المطالبات الروسية من خلال صفقة ألاسكا في عام 1867. جادلت واشنطن بأن المعاهدة قد أعطت ألاسكا السيادة على الساحل المتنازع عليه. هددت الأزمة الفنزويلية 1902-1903 في غضون ذلك بإجراء مفاوضات متقطعة حول الحدود ولفترة وجيزة، ولكن أنهت الإجراءات التصالحية التي اتخذتها لندن هذه الأزمة، وقللت من خطر الأعمال العدائية المتعلقة بألاسكا. توصلت الولايات المتحدة وبريطانيا في يناير من عام 1903 إلى معاهدة هاي- هربرت (Hay-Herbert)، التي كان من شأنها تمكين هيئة تحكيم مكونة من ستة أعضاء -من بينهم مندوبين أمريكيين وبريطانيين وكنديين- لتعيين الحدود. حصل روزفلت على موافقة مجلس الشيوخ على معاهدة هاي- هربرت (Hay-Herbert) بمساعدة من السيناتور هنري كابوت لودج في فبراير من عام 1903. تألفت هيئة التحكيم من ثلاثة مندوبين أمريكيين، ومندوبين كنديين، واللورد ألفيرستون الذي كان المندوب الوحيد من بريطانيا. انضم اللورد ألفيرستون إلى المندوبين الأمريكيين الثلاثة في قبول معظم المطالبات الأمريكية، لتعلن المحكمة قرارها في أكتوبر من عام 1903. عززت نتيجة المحكمة العلاقات بين الولايات المتحدة وبريطانيا، على الرغم من غضب العديد من الكنديين بسبب الخيانة البريطانية للمصالح الكندية.